# 科爾查區
科爾查區（西班牙語：Distrito de Colcha），是秘魯的一個區，位於該國南部庫斯科大區的帕魯羅省，始建於1857年1月2日，面積139.98平方公里，海拔高度2,796米，2005年人口1,357，人口密度每平方公里9.7人。